# Aleksandr Nesmeiànov
Aleksandr Nikolàievitx NesmeiànovForMemRS (rus: Александр Николаевич Несмеянов: 9 de setembre de 1899 a Moscou – 17 de gener de 1980, Moscou) va ser un destacat químic i acadèmic soviètic (1943) especialitzat en química organometàl·lica. Va obtenir el seu títol en química el 1920 per la Universitat Estatal de Moscou, on a partir de llavors va servir com a conferenciant, professor, i, finalment, rector.
Va ser president de l'Acadèmia de Ciències de l'URSS en el 1951-1961. Com a rector de la Universitat Estatal de Moscou en el 1948-1951, va supervisar la construcció del seu nou campus als Turons de Pardal. Va ser guardonat dues vegades amb el títol d'Heroi del Treball Socialista (1969, 1979).

Havia organitzat i dirigit el laboratori de compostos organometàl·lics primer a l'Institut de Química Orgànica de la URSS (1939-1954) i després en el nou Institut d'Organoelements de l'URSS (1954-1980) com a fundador i primer director. Aquest institut i el carrer proper van rebre el nom d'A N. Nesmeiànov. El seu monument es va col·locar davant de l'institut.
El Prof. Nesmeiànov havia popularitzat el terme "química organometàl·lica" i es va convertir en el líder d'aquesta ciència a l'URSS. També hi hagi organitzat les investigacions d'artificial i química alimentària sintètica. Prof. Nesmeiànov. El Prof. Nesmeiànov havia descobert la reacció del diazo-compostos amb halurs de metalls que més tard va ser nomenat després d'ell. Aquesta reacció és àmpliament utilitzat per a la síntesi de derivats orgànics de metalls no de transició amb la seva posterior transformació en diverses classes de compostos organometàl·lics. El Prof. Nesmeiànov també havia desenvolupat una sèrie de processos de química industrial, inclòs la producció de productes farmacèutics, agents anticongelants i caviar negre artificial.Aquest últim va ser el primer producte comercial anàleg de proteïnes.